# أجبني 1997
أجبني 1997 هو مسلسل كوري جنوبي من بطولة جونغ أون جي، سو إن غك، هويا، شين سو يول وأون جي وون.عرض المسلسل في 24 يوليو حتى 18 سبتمبر 2012 ويعتبر واحد من أكثر المسلسلات تقييماً في تاريخ الدراما الكورية.

## روابط خارجية
أجبني 1997 على موقع IMDb (الإنجليزية)
- أجبني 1997 على موقع نتفليكس (الإنجليزية)
- أجبني 1997 على موقع فيلمافينيتي (الإسبانية)
- أجبني 1997 على موقع ليتربوكسد (الإنجليزية)
- أجبني 1997 على موقع كينوبويسك (الروسية)
- أجبني 1997 على موقع قاعدة بيانات الفيلم (الإنجليزية)